# CCID (protocolo)
El protocolo CCID (chip card interfface device, en español dispositivo de interfaz de tarjeta chip) es un protocolo de USB que permite que se pueda conectar una tarjeta inteligente (smartcard) a un ordenador vía lector de tarjetas que utiliza una interfaz estándar de USB estándar, sin la necesidad que cada fabricante proporcione smartcards para su lector propio o protocolo. Esto permite que se puede utilizar la smartcard  como token de seguridad para autentificación y encriptación de datos, como los utilizados en BitLocker. Los dispositivos de interfaz de tarjeta de chip vienen en variedad de formas. La forma más pequeña de CCID es un dongle (adaptador) USB y puede contener una tarjeta SIM o tarjeta Secure Digital dentro del adaptador USB. Otro dispositivo popular es un teclado USB con lector de tarjetas inteligentes, el cual además de ser un teclado de USB de PC estándar, tiene una ranura adicional para aceptar una tarjeta inteligente (smartcard).

## Implementación de hardware
Según la especificación CCID por el grupo de trabajo de estándares de USB, una CCID intercambia información a través de un ordenador anfitrión sobre USB mediante un mensaje CCID que consiste en un encabezamiento de 10 bytes, seguido por datos  mensaje-específicos. El estándar define catorce órdenes que el ordenador anfitrión puede utilizar para enviar datos y estados e información de control en mensajes. Cada orden requiere al menos un mensaje de respuesta del CCID.

## Controlador de software
El soporte de controlador CCID ha sido natively integrado en el sistema operativo de Windows desde Windows 2000.  En Linux y otros Unices, se accede a los dispositivos CCID y CT-API con controladores de espacio de usuario, para los que no se requieren una adaptación del kernel (núcleo).

## Lista de proveedores #CCID
- Advanced Card Systems adelantada
- ActivIdentity
- Bit4id (middleware)
- BLUTRONICS
- Elyctis
- Gemalto
- Giesecke & Devrient
- HID Global (OMNIKEY)
- SafeNet
- SecuTech Solutions
- Verisign
- Yubico
- Reiner Kartenlesegeräte GmbH
- DUALi